# Ювілейний (стадіон, Буча)
«Ювілейний» — спортивний та футбольний стадіон у Бучі Київської області. Стадіон відкрито 2001 року з нагоди 100-річчя міста Буча. На стадіоні відбуваються найбільш значущі для міста футбольні турніри. На його території розміщуються спортивні тренажери для занять спортом просто неба. Жителі міста мають можливість здійснювати ранкові пробіжки, а також робити атлетичні вправи.
У сезоні 2020/21 стадіон приймав домашні матчі місцевої «Оболоні-2» у Другій лізі чемпіонату України, а також команди «Полісся» (Житомир), яка тоді грала в Першій лізі.

## Міжнародні матчі
Кваліфікаційний раунд відбору до юнацького чемпіонату (U-19) Європи 2017
| Дата       |           |           | Рахунок |
| ---------- | --------- | --------- | ------- |
| 06-10-2016 | Латвія    | Туреччина | 2-2     |
| 08-10-2016 | Туреччина | Ісландія  | 2-1     |
| 11-10-2016 | Ісландія  | Латвія    | 2-0     |